# Trifluoruro di tiazile
Il trifluoruro di tiazile è un composto inorganico notevole per la sua stabilità difficilmente preventivabile, che presenta nella molecola un atomo di lo zolfo esavalente unito con un legame triplo ad un atomo di azoto, da una parte, e dall'altra a tre atomi di fluoro con legami semplici, dando luogo così una struttura tetraedrica. La sua formula molecolare è N≡SF3.
Essendo sia il fluoro che l'azoto più elettronegativi dello zolfo, questo è allo stato di ossidazione +6, come accade nell'anidride solforica SO3 e nell'esafluoruro di zolfo SF6.
Il nome del composto deriva dal gruppo N≡S in essa contenuto, denominato tiazile, al quale corrisponde un radicale con proprietà interessanti, e che come gruppo può essere monovalente o trivalente.
A temperatura ambiente è un gas incolore, circa 3,6 volte più pesante dell'aria, dall'odore pungente, decisamente stabile, molto più del fluoruro di tiazile, composto analogo, ma con S(IV); per le sue spiccate proprietà dielettriche è stato proposto come mezzo isolatore in trasformatori ed altre apparecchiature elettriche.
Insieme al fluoruro di tiazile (N≡SF), è un importante precursore di altri composti ternari azoto-zolfo-fluoro.

## Struttura molecolare
Nell'ambito della teoria di Lewis del legame covalente lo zolfo, che ha configurazione elettronica esterna 3s2 3p4, attraverso due promozioni di elettrone verso orbitali d, può fare sei legami, come nell'esafluoruro di zolfo SF6. Anche nella molecola N≡SF3 i legami complessivi dello zolfo sono sei, ma solo quattro di tipo sigma; gli altri due possono essere entrambi pi-greco, uno pi-greco e uno dativo, o entrambi dativi, in accordo alle tre forme limite in risonanza:
N≡SF3   ↔   −N=+SF3   ↔   2−N−2+SF3
Solo nell'ultima di esse lo zolfo ha l'ottetto, ma la doppia separazione di carica e inoltre con lo zolfo già depauperato di densità elettronica dai tre legami con il fluoro, rendono quest'ultima forma limite improbabile. Altre tre forme di risonanza eterovalenti che coinvolgono i tre legami con i fluori che si alternano nel divenire formalmente ioni fluoruro, del tipo:
N≡SF3   ↔   N≡S+F2 F−

## Sintesi e reattività
Per la sintesi di NSF3 si può partire dal composto zolfo-azoto di riferimento, cioè S4N4, il quale fornisce NSF per trattamento con una sospensione di fluoruro mercurico in tetracloruro di carbonio:
S4N4 + 2 HgF2   →   4 NSF + 2 Hg
Per fluorurazione di quest'ultimo con difluoruro di argento si ottiene il trifluoruro di tiazile:
NSF + 2 AgF2   →   NSF3 + 2 AgF
Ancora, lo si ottiene attraverso l'azione fluorurante e ossidante di AgF2 su F−C(=O)−N=SF2:
FC(O)NSF2 + 2 AgF2   →   NSF3 + 2 AgF + COF2
Si forma in maniera analoga anche da C6F5−C(O)−N=SF2, ancora con AgF2.
Inoltre, lo si ottiene anche dall'ossidazione dell'ammoniaca da parte del decafluoruro di dizolfo F5S−SF5.